# Port lotniczy Medyna
Port lotniczy Medyna (IATA: MED, ICAO: OEMA) – międzynarodowy port lotniczy położony w Medynie, w Arabii Saudyjskiej. Port lotniczy został nazwany imieniem Muhammada ibn Abd al-Aziza Al Su’uda, który był następnym w kolejce tronu i zrzekł się praw do korony na rzecz Fajsala i który był gubernatorem Medyny od 1924 roku do 1965 roku.

## Linie lotnicze i połączenia
| Linia Lotnicza                  | Kierunek |
| ------------------------------- | --- |
| Air Algerie                     | Sezonowo: 1. Algier |
| Air Arabia                      | 1. Aleksandria 2. Szardża |
| Air Cairo                       | 1. Aleksandria 2. Asjut 3. Sauhadż |
| AnadoluJet                      | 1. Stambuł-Sabiha Gökçen |
| Azerbaijan Airlines             | 1. Baku |
| Biman Bangladesh Airlines       | 1. Czittagong 2. Dhaka |
| Batik Air Malaysia              | 1. Kuala Lumpur (od 2 sierpnia 2024) |
| Citilink                        | Sezonowo: 1. Makasar |
| EgyptAir                        | 1. Aleksandria 2. Kair Sezonowo: 1. Szarm el-Szejk |
| Emirates                        | 1. Dubaj |
| Ethiopian Airlines              | 1. Addis Abeba |
| flyadeal                        | 1. Dammam 2. Rijad |
| Fly Baghdad (zawieszone)        | 1. Bagdad 2. Irbil 3. Kirkuk 4. Nadżaf 5. Sulajmanijja |
| Flydubai                        | 1. Dubaj |
| Flynas                          | 1. Abha 2. Algier 3. Ankara 4. Bahrajn 5. Kair 6. Dammam 7. Dubaj 8. Al-Ahsa 9. Chartum (zawieszone) 10. Kuwejt 11. Rijad 12. Szardża |
| Freebird Airlines               | Sezonowe czartery: 1. Izmir |
| Garuda Indonesia                | 1. Dżakarta-Soekarno-Hatta Sezonowo: 1. Banda Aceh 2. Makasar 3. Medan 4. Surakarta 5. Surabaja 6. Yogyakarta |
| Gulf Air                        | 1. Bahrajn |
| Iran Air                        | Sezonowo: 1. Ahwaz 2. Ardabil 3. Bandar Abbas 4. Birdżand 5. Buszehr 6. Gorgan 7. Hamadan 8. Isfahan 9. Kerman 10. Meszhed 11. Keszm 12. Raszt 13. Sari 14. Sziraz 15. Tebriz 16. Teheran-Imam Khomeini 17. Urmia 18. Jazd 19. Zahedan 20. Zandżan |
| Iraqi Airways                   | Sezonowo: 1. Bagdad |
| Jazeera Airways                 | 1. Kuwejt |
| Kam Air                         | 1. Kabul |
| Kuwait Airways                  | 1. Kuwejt |
| Lion Air                        | Sezonowo: 1. Banda Aceh 2. Dżakarta-Soekarno-Hatta 3. Makasar 4. Medan 5. Padang 6. Pekanbaru 7. Surabaja |
| Malaysia Airlines               | 1. Kuala Lumpur Sezonowo: 1. Alor Setar 2. Johor Bahru 3. Kuala Terengganu 4. Penang |
| Middle East Airlines            | Sezonowo: 1. Bejrut |
| Nesma Airlines                  | 1. Hail |
| Oman Air                        | 1. Maskat |
| Pakistan International Airlines | 1. Fajsalabad 2. Islamabad 3. Karaczi 4. Lahaur 5. Multan |
| Pegasus Airlines                | 1. Stambuł-Sabiha Gökçen |
| Qatar Airways                   | 1. Doha |
| Royal Air Maroc                 | 1. Casablanca Sezonowo: 1. Agadir 2. Fez 3. Marrakesz 4. Oujda 5. Rabat 6. Tanger |
| Royal Jordanian                 | 1. Amman |
| SalamAir                        | 1. Maskat |
| Saudia                          | 1. Abha 2. Aleksandria 3. Algier 4. Ankara 5. Bagdad 6. Bahrajn 7. Kair 8. Casablanca 9. Dammam 10. Dhaka 11. Dubaj 12. Gassim 13. Stambuł 14. Dżakarta-Soekarno-Hatta 15. Dżudda 16. Kano 17. Karaczi 18. Kuala Lumpur 19. Kuwejt 20. Lahaur 21. Medan 22. Maskat 23. Peszawar 24. Rijad 25. Surabaja 26. Tabuk Sezonowo: 1. Agadir 2. Fez 3. Izmir 4. Dżakarta-Halim Perdanakusuma 5. Karaczi 6. Chartum (zawieszone) 7. Londyn-Heathrow 8. Makasar 9. Marrakesz 10. Mumbaj 11. Oujda 12. Padang 13. Rabat 14. Tanger |
| SCAT Airlines                   | Sezonowo: 1. Ałmaty |
| SereneAir                       | 1. Islamabad |
| Syrian Air                      | Sezonowo: 1. Damaszek |
| Thai Airways International      | Sezonowo: 1. Hat Yai 2. Narathiwat |
| Tunisair                        | Sezonowo: 1. Tunis |
| Turkish Airlines                | 1. Stambuł Sezonowo: 1. Ankara 2. Antalya 3. Denizli 4. Gaziantep 5. Izmir |
| UTair Aviation                  | Sezonowo: 1. Magas 2. Machaczkała 3. Kazań |
| Uzbekistan Airways              | Sezonowo: 1. Taszkent |
| Wizz Air                        | 1. Abu Zabi |